# پایگاه هوایی متز-فرسکتی
پایگاه هوایی متز-فرسکتی (به انگلیسی: Metz-Frescaty Air Base) (به زبان بومی: Base aérienne 128) یک فرودگاه نظامی با کد یاتا MZM است که یک باند فرود آسفالت دارد و طول باند آن ۲۴۰۰ متر است. این فرودگاه در شهر متز کشور فرانسه قرار دارد و در ارتفاع ۱۹۲ متری از سطح دریا واقع شده‌است.